# Virginia McKenna
Dame Virginia Anne McKenna (ur. 7 czerwca 1931 w Londynie) – brytyjska aktorka teatralna i filmowa, autorka, działaczka na rzecz praw zwierząt i obrończyni przyrody. Odtwórczyni roli Joy Adamson w przygodowym dramacie familijnym Toma McGowana Elza z afrykańskiego buszu (1966), za którą była nominowana do Złotego Globu dla najlepszej aktorki w filmie dramatycznym.

## Życiorys
Urodziła się w Marylebone w hrabstwie County of London (dziś Londyn Wewnętrzny) w rodzinie teatralnej Anne Marie (z domu Dennis) i Terence’a Morella McKenny. Kształciła się w Heron’s Ghyll School, dawnej niezależnej szkole z internatem w pobliżu miasteczka targowego Horsham w Sussex. Spędziła sześć lat w Republice Południowej Afryki, zanim w wieku czternastu lat wróciła do szkoły. Następnie uczęszczała do Central School of Speech and Drama, mieszczącej się wówczas w Royal Albert Hall w Londynie.
W wieku 19 lat spędziła sześć miesięcy w Dundee Repertory Theatre w Dundee, gdzie zadebiutowała w roli Louise w spektaklu Czarny szyfon (1950). W 1951 po raz pierwszy wystąpiła na scenie londyńskiego West Endu jako Dorcas Bellboys w komedii Johna Whitinga Grosz za piosenkę. Następnie odniosła sukces w roli Perdity w sztuce Williama Szekspira Zimowa opowieść (1951) z Johnem Gielgudem. Zwróciła na siebie uwagę udziałem w cyklu telewizyjnych spektakli telewizyjnych na żywo wyświetlanych przez telewizję BBC – Sunday Night Theatre: Krzycz głośno zbawienie (1951) o początkach Armii Zbawienia jako kapitan Janine Mayhew, Pani Jalna Mazo de la Roche (1954) w roli Muriel Craig i Romeo i Julia (1955) jako Julia Kapulet. Na kinowym ekranie zadebiutowała w roli Catherine, córki Lady Buckering w komedii Ojciec robi dobrze (Father’s Doing Fine, 1952) z Richardem Attenborough.
1 marca 1954 zawarła związek małżeński z brytyjskim aktorem Denholmem Elliottem, lecz małżeństwo zakończyło się z rozwodem 18 czerwca 1957. 20 września 1957 wyszła za mąż za aktora Billa Traversa, z którym ma czworo dzieci, jedną córkę i trzech synów. 
McKenna i jej drugi mąż, Bill Travers, wielokrotnie współpracowali ze sobą, zwłaszcza w filmie Elza z afrykańskiego buszu (Born Free, 1966), w którym obrońcy przyrody adoptują lwiątko. Dzięki temu projektowi Travers i jego żona stali się obrońcami praw zwierząt; razem nakręcili wiele filmów o tej tematyce, w tym Pierścień jasnej wody (Ring of Bright Water, 1969) o mężczyźnie i jego irackiej wydrze i Słoń Maruda (An Elephant Called Slowly, 1971). W latach 90. wspólnie z mężem założyła fundację Born Free Foundation, poświęconą ochronie dzikich zwierząt. Bill Travers zmarł 29 marca 1994 w wieku 72 lat.

## Filmografia

### Filmy
- 1952: Ojciec robi dobrze (Father’s Doing Fine) jako Catherine
- 1952: Druga pani Tanqueray (The Second Mrs Tanqueray) jako Ellean Tanqueray
- 1953: Okrutne morze (The Cruel Sea) jako Julie Hallam
- 1953: Wyrocznia (The Oracle) jako Shelagh
- 1955: Simba jako Mary Crawford
- 1955: Statek, który umarł ze wstydu (The Ship That Died of Shame) jako Helen Randall
- 1956: Miasteczko jak Alicja (A Town Like Alice) jako Jean Paget
- 1957: Barretowie z ulicy Wimpole (The Barretts of Wimpole Street) jako Henrietta Barrett
- 1957: Najskromniejsze kino w dziejach (The Smallest Show on Earth) jako Jean Spenser
- 1958: Wyryj jej imię z dumą (Carve Her Name with Pride) jako Violette Szabo
- 1958: Namiętne lato (Passionate Summer) jako Judy Waring
- 1959: Wrak „Mary Deare” (The Wreck of the Mary Deare) jako Janet Taggart
- 1961: Dwoje żywych, jeden martwy (Two Living, One Dead) jako Helen Berger
- 1965: Droga do Indii (A Passage to India, TV) jako Adela Quested
- 1966: Elza z afrykańskiego buszu (Born Free) jako Joy Adamson
- 1969: Wydra pana Grahama (Ring of Bright Water) jako Mary MacKenzie
- 1969: Słoń Maruda (An Elephant Called Slowly) jako Ginny
- 1970: Waterloo jako księżna Charlotte Lennox
- 1974: Jaskółki i Amazonki (Swallows and Amazons) jako matka
- 1974: Nadchodząca burza (The Gathering Storm, TV) jako Clemmie Churchill
- 1976: Piotruś Pan (Peter Pan, TV) jako Pani Darling
- 1976: Piękna i bestia (Beauty and the Beast, TV) jako Lucy
- 1977: Zniknięcie (The Disappearance) jako Catherine
- 1977: Ciałopalenie 2000 (Holocaust 2000) jako Eva Caine
- 1982: Więzy krwi (Blood Link) jako kobieta w sali balowej
- 1984: Puccini (TV) jako Elvira
- 1992: Dama w poczekalni (The Lady in Waiting, krótkometrażowy) jako Pani Peach
- 1991: Pojedynek serc (Duel of Hearts, TV) jako Lady Brecon
- 1994: Bananowy głupek (Staggered) jako Flora
- 1996: Wrzesień (September, TV) jako Violet
- 1998: Przypadkowa dziewczyna (Sliding Doors) jako Pani Hammerton
- 2005: Morderstwo odbędzie się... (A Murder is Announced) jako Belle Goedler
- 2016: Ethel i Ernest (Ethel & Ernest) jako Pani domu (głos)
- 2016: Złota jesień (Golden Years) jako Martha Goode
- 2019: Spacer wdowy (Widow’s Walk) jako Myrtle
- 2020: Skrzydełka (Wings, krótkometrażowy) jako Dora

### Seriale
- 1972–1973: Edwardianie (The Edwardians) jako Frances Evelyn „Daisy” Greville, hrabina Warwick
- 1975: Odcienie zieleni (Cheap in August: Shades of Green) jako Mary
- 1979: Juliusz Cezar (Julius Caesar) jako Portia
- 1984: Pierwsza olimpiada: Ateny, 1896 (The First Olympics: Athens 1896) jako Annabel Flack
- 1992: Antykwariusz Lovejoy (Lovejoy) jako Harriet Fisher
- 1992: Trawnik rumiankowy (The Camomile Lawn) jako Polly

## Nagrody i nominacje
| Rok  | Nagroda          | Kategoria                               | Tytuł                             | Rezultat  |
| ---- | ---------------- | --------------------------------------- | --------------------------------- | --------- |
| 1957 | Nagroda BAFTA    | Najlepsza aktorka pierwszoplanowa       | Miasteczko jak Alicja (1956)      | Wygrana   |
| 1959 | Nagroda BAFTA    | Najlepsza aktorka pierwszoplanowa       | Carve Her Name with Pride (1958)  | Nominacja |
| 1967 | Złoty Glob       | Najlepsza aktorka w filmie dramatycznym | Elza z afrykańskiego buszu (1966) | Nominacja |
| 1976 | Nagroda BAFTA TV | Najlepsza aktorka                       | Shades of Greene (1975)           | Nominacja |